# Leslie Feist
Leslie Feist, (Amherst (Nova Scotia), 13 februari 1976), is een Canadese zangeres en songwriter. Ze treedt solo op onder de naam Feist, maar ook als lid van Broken Social Scene.

## Levensloop
Feist is geboren in Amherst, maar ze groeide op in Regina, Saskatchewan en Calgary, Alberta. Ze begon als zangeres in een punkband met de naam Placebo (niet te verwarren met de Britse band Placebo). Na vijf jaar moest ze het rustiger aan gaan doen vanwege problemen met haar stem. Ze verhuisde naar Toronto, nam de gitaar op, en in 1999 was ze gitariste voor By Divine Right. Dat jaar kwam ook haar eerste solo-album, Monarch (Lay Down Your Jewelled Head) uit.
In 2002 en 2003 nam ze in Parijs haar tweede album op, Let It Die. Dit album, dat een mix was van jazz, bossanova en indie rock, werd geroemd als een van de beste Canadese albums van 2004.
In 2006 kwam Feist weer terug in Europa, en nam een follow-up op voor Let It Die, met de naam Open Season. Op 23 april 2007 werd het derde solo-album van Feist, The Reminder in Europa uitgebracht. Limit to your love van dat album werd een bescheiden hit van James Blake. Haar vierde studio-album Metals kwam uit op 30 september 2011. Dit album werd bekroond met de Polaris Music Prize.  De wereldtournee voor dat album startte in Koninklijk Theater Carré in Amsterdam op 15 oktober.
Feist woonde anno 2008 in Parijs.
In 2010 speelde Feist de rol van bloemenverkoopster van het stadje Smalltown, in de film The Muppets uit 2011.
In 2013 was Feist te horen op de cd Scratch my back / and I'll scratch yours met een cover van Peter Gabriel.
Op 28 april 2017 kwam het album Pleasure uit.
Op 14 april 2023 kwam het album Multitudes uit.

## Discografie
Zie ook discografie Broken Social Scene.

### Albums
| Album met eventuele hitnotering(en) in de Nederlandse Album Top 100 | Datum van verschijnen | Datum van binnenkomst | Hoogste positie | Aantal weken | Opmerkingen |
| ------------------------------------------------------------------- | --------------------- | --------------------- | --------------- | ------------ | ----------- |
| Monarch (Lay your jewelled head down)                               | 1999                  | -                     | -               | -            | als Feist   |
| Let it die                                                          | 18-05-2004            | -                     | -               | -            | als Feist   |
| Open season                                                         | 16-05-2006            | -                     | -               | -            | als Feist   |
| The reminder                                                        | 13-04-2007            | -                     | -               | -            | als Feist   |
| Metals                                                              | 30-09-2011            | 08-10-2011            | 34              | 5            | als Feist   |
| Pleasure                                                            | 28-04-2017            | -                     | -               | -            | als Feist   |

| Album met hitnotering(en) in de Vlaamse Ultratop 200 albums | Datum van verschijnen | Datum van binnenkomst | Hoogste positie | Aantal weken | Opmerkingen |
| ----------------------------------------------------------- | --------------------- | --------------------- | --------------- | ------------ | ----------- |
| The reminder                                                | 2007                  | 05-05-2007            | 16              | 21           | als Feist   |
| Metals                                                      | 2011                  | 15-10-2011            | 7               | 23           | als Feist   |
| Pleasure                                                    | 28-04-2017            | -                     | -               | -            | als Feist   |

### Singles
| Single met eventuele hitnotering(en) in de Nederlandse Top 40 | Datum van verschijnen | Datum van binnenkomst | Hoogste positie | Aantal weken | Opmerkingen                             |
| ------------------------------------------------------------- | --------------------- | --------------------- | --------------- | ------------ | --------------------------------------- |
| 1234                                                          | 28-09-2007            | -                     |                 |              | als Feist / Nr. 97 in de Single Top 100 |

| Single met hitnotering(en) in de Vlaamse Ultratop 50 | Datum van verschijnen | Datum van binnenkomst | Hoogste positie | Aantal weken | Opmerkingen |
| ---------------------------------------------------- | --------------------- | --------------------- | --------------- | ------------ | ----------- |
| 1234                                                 | 2007                  | 13-10-2007            | tip19           | -            | als Feist   |
| How come you never go there                          | 29-08-2011            | 10-09-2011            | tip24           | -            | als Feist   |
| The bad in each other                                | 06-02-2012            | 25-02-2012            | tip65           | -            | als Feist   |